# Wulften am Harz
Wulften am Harz è un comune di 1.970 abitanti della Bassa Sassonia, in Germania.
Appartiene al circondario (Landkreis) di Osterode am Harz (targa OHA) ed è parte della comunità amministrativa (Samtgemeinde) di Hattorf am Harz.